# Quartier 205

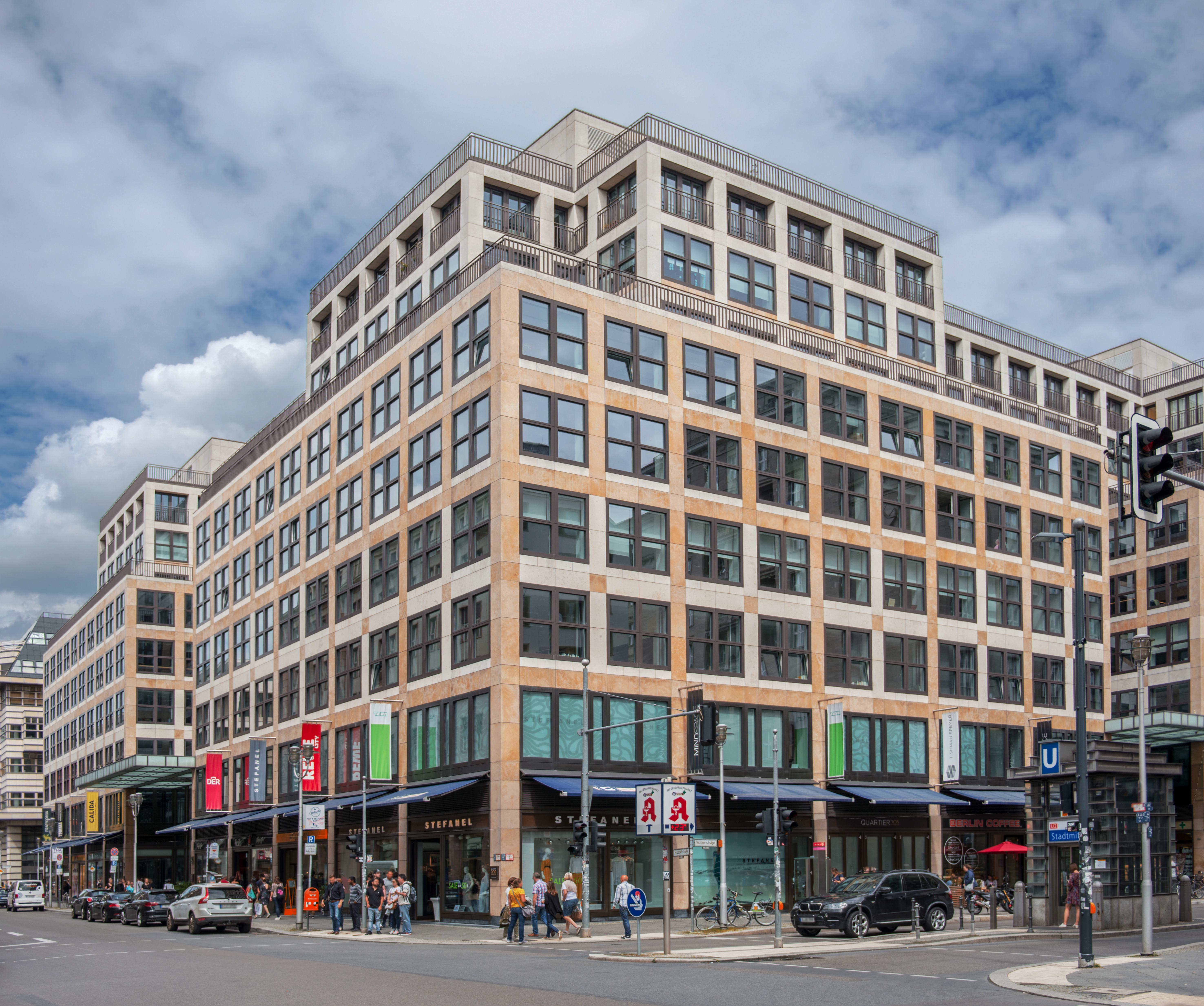
Quartier 205

Das Quartier 205 ist der südliche Teil der Friedrichstadt-Passagen im Berliner Ortsteil Mitte des gleichnamigen Bezirks an der Friedrich- Ecke Mohrenstraße und hat die Adresse Friedrichstraße 67.

## Beschreibung
Das achtgeschossige Bauwerk ist durch einen Tunnel mit dem Quartier 206 verbunden. Es wurde 1996 als Warenhaus eröffnet. Der Architekt war Oswald Mathias Ungers. Die Verkaufsfläche beträgt 14.000 m², die gesamte Nutzfläche 51.000 m². Im Untergeschoss befinden sich ein Food-Court sowie eine Skulptur von John Chamberlain.
Nach wirtschaftlichen Schwierigkeiten wurde das Objekt seit 2011 unter dem Namen The Q vermarktet. Alle Etagen waren 2022 vermietet und können durch verschiebbare Zwischenwände den Nutzeranforderungen angepasst werden.
Im Jahr 2015 übernahm der US-amerikanische Entwickler Tishman Speyer das Quartier 205 für mehr als 300 Millionen Euro.
In dem Gebäude befinden sich sowohl Wohnungen als auch Büros. Unter anderem haben folgende Firmen hier ihren Sitz (Stand: November 2022):
- A.T. Kearney
- Abellio GmbH
- BASF SE
- BMG
- Böhringer Ingelheim
- BP
- Covestro
- Funke Zentralredaktion GmbH
- Heinz-und-Heide-Dürr-Stiftung
- JETRO Japan External Trade Organization
- Johnson & Johnson
- Mercer Pulp Sales
- MSD Sharp & Dohme GmbH
- neXenio
- Noerr LLP Berlin
- Siemens AG
- Zellstoff Stendal (Stendal Pulp Holding GmbH)
- Warner Bros. Ent. GmbH
- Wirtschaftliche Vereinigung Zucker e. V. (WVZ) / Verein der Zuckerindustrie e. V. (VdZ)